# Szövegkönyv
A szövegkönyv színpadi előadások, rádiójátékok (stb.) szövegét, esetleg az adott produkció instrukciós leírásait tartalmazzák.
A színházi szövegkönyvet „szakmai nyelven” példánynak nevezik. Példányt kapnak: a rendező, a szereplők, az ügyelő, a súgó, valamint a műszak egyes tagjai.
Egyes ismert drámák színpadra alkalmazása során a készülő előadás szövegkönyve gyakran eltér az eredeti dráma szövegétől: az elkészült szövegkönyv ugyanis már a kihúzott részek nélkül, az esetleges sorrend/szövegvariálások tisztázott példányaként kerül a szereplők és háttéralkotók elé.
A szövegkönyv nem tartalmaz technikai utasításokat, kizárólag a szereplők mondatait, és kivételes esetekben egyéb utasításokat (például: kiabálva, stb.) tartalmaznak. 